# Wolves and Witches
«Wolves and Witches» — четвертий студійний альбом румунського симфонічного павер-метал-гурту Magica. Реліз відбувся 28 листопада 2008 через лейбл AFM Records.

## Список композицій
1. "Don't Wanna Kill" - 4:59
2. "They Stole the Sun" - 5:01
3. "Hold On Tight" - 5:42
4. "Hurry Up Ravens" - 4:50
5. "Maiastra" - 2:36
6. "Dark Secret" - 4:21
7. "Just for 2 Coins" - 5:05
8. "Until the Light Is Gone" - 5:09
9. "Chitaroptera" - 2:53
10. "Mistress of the Wind " - 5:00
11. "In The Depths of the Lake (бонусний трек)"

## Учасники запису
- Ана Младіновіч – вокал
- Богдан "Бет" Костеа – електрогітара
- Сорін Влад – бас-гітара
- Херман "Хертц" Хайдель – ударні
- Sixfingers – клавіші